# Lista dos estados fantoches da Segunda Guerra Mundial
Durante a Segunda Guerra Mundial, vários países foram conquistados e controlados. Alguns desses países receberam novos nomes e designaram novos líderes governamentais que eram leais ao país conquistador. Esses países são conhecidos como Estados fantoches. Alemanha e Japão foram os dois países com mais estados fantoches. A Itália também teve vários estados fantoches. Os Aliados tinham muito mais estados fantoches do que todo o Eixo coletivamente: o Reino Unido possuía o maior império do mundo, seguido pela França, e os Estados Unidos tinham colônias, protetorados, fantoches e territórios em todo o sul da Ásia, Caribe, América Central e Polinésia. Além disso, o Reino Unido e a França assumiram o controle do império colonial da Itália após a guerra por muitos anos.
Além disso, vários países capturaram terras nos anos anteriores à guerra, que se tornaram estados fantoches; aqueles estados que são imediatamente relevantes para a guerra também estão incluídos aqui.

## Aliados

### União Soviética

Selo da República Democrática Finlandesa

A União Soviética teve vários estados fantoches durante a Segunda Guerra Mundial. Quase todos eles já estiveram sob controle soviético ou há muito eram de interesse do regime; quase todos eles estiveram total ou parcialmente sob influência soviética por algum tempo após a guerra e são estados pós-soviéticos.

A União Soviética também controlou dois estados no pós-guerra devido ao seu envolvimento na Segunda Guerra Mundial: a Alemanha Oriental e o Governo Popular do Azerbaijão, porém esses estados foram conquistados como resultado de combates durante a guerra e não estiveram diretamente envolvidos no conflito; como resultado, eles estão incluídos nesta lista.

#### República Democrática da Finlândia- 1 de dezembro de 1939 a 3 de março de 1940
- (em finlandês:  Suomen Kansanvaltainen Tasavalta, em russo:  Финляндская Демократическая Республика)

Abrangendo a Península Hanko, Suursaari, Seiskari, Lavansaari, Tytärsaari e "Grande e Pequeno Koivisto", a República Democrática Finlandesa (às vezes também chamada de "Governo Terijoki", porque Terijoki foi a primeira cidade a ser capturada pelos soviéticos) foi criada durante a Guerra de Inverno, e mais tarde se fundiu com a República Socialista Soviética Autônoma da Carélia para formar a República Socialista Soviética Carelo-Finlandesa.

#### Governo Popular da Lituânia- 21 de julho de 1940 a 3 de agosto de 1940
- (em lituano:  Liaudies vyriausybė)

Lituânia

Após o golpe de estado lituano de 1926, a Lituânia foi liderada pelo que ficou conhecido como o "regime de Smetona", em homenagem ao líder do golpe, Antanas Smetona. Foi apenas nas mãos dos soviéticos, pouco menos de um ano, que as forças alemãs capturaram o SSR lituano e o incorporaram ao Reichskommissariat Ostland. Os soviéticos retomaram o LSSR durante a Operação Báltico. A LSSR conquistou sua independência antes de qualquer um dos outros estados bálticos assumidos pela Rússia, com o Ato de Reestabelecimento do Estado da Lituânia em 1990, embora a União Soviética se recusasse a reconhecer sua independência até 6 de setembro de 1991.

#### República Socialista Soviética da Letônia- 21 de julho de 1940 a 5 de agosto de 1940
- (em letão:  Latvijas Padomju Sociālistiskā Republika, em russo:  Латвийская Советская Социалистическая Республика)

Letônia

Em 1920, a Guerra de Independência da Letônia acabou e a Letônia conquistou sua independência da Rússia. A Letônia, juntamente com a Estônia e a Lituânia, assinaram a Entente Báltica em 1934, um plano para os países se apoiarem politicamente. Em 5 de outubro de 1939, a Letônia assinou o Tratado de Assistência Mútua Soviético-Letão, permitindo que a União Soviética construísse bases militares em solo letão.
Nas eleições parlamentares letãs de 14 a 15 de julho de 1940 (simultâneas às eleições paralelas na Estônia e na Lituana), apenas o Bloco dos Trabalhadores Letões pró-soviético foi autorizado a votar, ganhando 97,8% dos votos anunciados. Em 17 de julho, a União Soviética invadiu. No dia 21, o recém-eleito Parlamento Popular se reuniu, declarou a República Socialista Soviética da Letônia e nomeou delegados para solicitar sua admissão na URSS. No mesmo dia, Kārlis Ulmanis, então presidente da Letônia, renunciou, sendo sucedido pelo pró-soviético Augusts Kirhenšteins. Os delegados da Letônia chegaram a Moscou em 1º de agosto para fazer seu pedido, que a União Soviética atendeu em 5 de agosto de 1940.
Depois de ser tomada pelos alemães em 10 de julho de 1941, permaneceu parte de Ostland até o contra-ataque soviético, quando as últimas forças alemãs na Letônia (Grupo de Exércitos Curlândia no bolso da Curlândia) foram derrotadas. Permaneceu sob controle russo até 10 de março de 1990, quando a Declaração de Soberania da Letônia foi adotada pelo Conselho Supremo da República da Letônia. Sua independência foi totalmente restaurada após o fracassado golpe soviético de 1991. :167

#### República Socialista Soviética da Estônia- 21 de julho de 1940 a 9 de agosto de 1940
- (em estoniano:  Eesti Nõukogude Sotsialistlik Vabariik, em russo:  Эстонская Советская Социалистическая Республика)

Estônia

Em 1918, a Estônia iniciou sua guerra de independência. Usando tropas reunidas pelos alemães após a invasão e subsequente ocupação da Alemanha, Johan Laidoner liderou a Guerra de Independência da Estônia. A União Soviética e a Estônia assinaram então o Tratado de Tartu, tornando a Estônia independente. A União Soviética invadiu a Estônia pela segunda vez vinte anos depois, em 17 de junho de 1940, e estabeleceu um estado fantoche quatro dias depois. Quase um ano depois, a Alemanha invadiu durante a Operação Barbarossa, e incorporou a Estônia a Ostland. Os estonianos deram as boas-vindas aos alemães, mas rapidamente começaram a não gostar deles. Durante a invasão soviética, a Estônia foi libertada da ocupação alemã e novamente se tornou um estado fantoche soviético. Permaneceu sob controle soviético até sua declaração de independência, a Declaração de Soberania da Estônia.

#### Segunda República do Turquestão Oriental- 12 de novembro de 1944 a 20 de outubro de 1949
- (em uigur:  شەرقى تۈركىستان جۇمھۇرىيىتى, em chinês:  東突厥斯坦第二共和國, em russo:  Восточно-Туркестанская Революционная республика)

Turquestão Oriental

Em 1944, o soviético ajudou as forças rebeldes uigures a assumir o controle dos distritos de Ili, Tarbagatay e Altay. No Tratado Sino-Soviético de Amizade e Aliança, a União Soviética concordou que não apoiaria mais a República do Turquestão Oriental em troca da China deixar a União Soviética manter a República Popular da Mongólia. Em 1949, vários líderes da República do Turquestão Oriental morreram em um acidente de avião a caminho da Conferência Consultiva Política do Povo Chinês. A China, que estava de olho na área desde sua rebelião de 1944, aproveitou o momento e assumiu o controle da área, onde a maioria da liderança restante aceitou a incorporação da área à China.

### Reino Unido
Embora suas forças tenham ocupado seu território durante a guerra, o controle britânico-soviético do Irã não é tradicionalmente visto como a criação de um novo estado fantoche devido ao envolvimento explícito da Grã-Bretanha e da União Soviética na reestruturação do governo do país e na relativa liberdade de Mohammad Reza Pahlavi, que ainda podia controlar o que restava do exército iraniano.
O Reino Unido patrocinou apenas um governo amplamente reconhecido como um estado fantoche durante a Segunda Guerra Mundial:

#### Reino Hachemita do Iraque- 31 de maio de 1941 a 1947
- (em árabe: المملكة العراقية)

Iraque

O Reino Unido demonstrou interesse no Iraque desde 1921, quando a Conferência do Cairo criou o "Reino do Iraque" apoiado pelos britânicos. Após a admissão do Iraque em 1932 na Liga das Nações, o mandato britânico da área terminou. Em março de 1940, os iraquianos haviam eleito um governo com fortes sentimentos árabes, com Rashid Ali al-Gaylani como líder. Em abril de 1941, al-Gaylani iniciou uma revolta, liderada pelo Quadrado Dourado, um grupo de coronéis. Os rebeldes acreditavam que obteriam apoio da Alemanha, mas a Alemanha estava preocupada em lutar contra a Rússia. Após a rebelião, os britânicos perderam sua principal fonte de petróleo, então invadiram em maio de 1941. Em fevereiro de 1958, o Iraque ingressou na efêmera Federação Árabe. Pouco depois, a Revolução de 14 de julho acabou com a Federação Árabe, e o Iraque voltou a ser seu próprio país, a República do Iraque.

## Eixo

### Japão
O Império do Japão vinha criando estados fantoches na China desde 1932, após o Incidente de Mukden.

#### Conselho Superior de Administração do Nordeste- 16 de fevereiro de 1932 a 1º de março de 1932
- (chinês :東北最高行政委員會)

Conselho Administrativo Supremo do Nordeste

Em 16 de fevereiro de 1932, o Exército Imperial sediou a "Conferência de Fundação" ou a "Conferência dos Quatro Grandes" com o governador de Liaoning, Zang Shiyi, comandante do Exército Provincial de Kirin, Xi Qia, o governador de Heilongjiang, Zhang Jinghui, e o general Ma Zhanshan para criar a Comissão Administrativa do Nordeste. Em sua segunda reunião, o comitê nomeou os quatro anteriores e Tang Yulin, Ling Sheng e Qimote Semupilei como presidentes. No dia 18, o Conselho emitiu um comunicado anunciando que "as províncias do Nordeste são completamente independentes", cujos territórios estão todos nas mãos do conselho.

#### Estado de Manchukuo- 1º de março de 1932 a 20 de agosto de 1945
- (em chinês:  滿洲國, em japonês:  満州国)

Manchúria

A Manchúria há muito era um local de agitação, e o Incidente de Mukden foi a desculpa perfeita para uma ocupação japonesa. O Incidente de Mukden, em essência, foi quando o Exército Kwantung detonou uma bomba ao longo da South Manchuria Railway, e usou a explosão como desculpa para ocupar a Manchúria, culpando as forças chinesas. Manchukuo foi criado em março de 1932. Apesar do controle japonês da área, eles não puderam anexar a Manchúria ao Japão devido à assinatura do Tratado das Nove Potências. Depois de criar Manchukuo, o Japão e Manchukuo assinaram vários tratados que permitiam ao Japão mobilizar o povo e os recursos da Manchúria como quisesse. Foi desestabelecido após a invasão soviética da Manchúria. :90

#### Governo Autônomo de Hebei Oriental- 25 de novembro de 1935 a 1º de fevereiro de 1938
- (em japonês:  冀東防共自治政府,)

Hebei

O Conselho Autônomo de Hebei Oriental, às vezes também chamado de Conselho Autônomo de East Ji ou Conselho Autônomo Anticomunista de East Hopei, foi chefiado por Yin Rugeng em 1935 para ajudar a proteger os interesses econômicos no norte da China. East Hebei protegeu os interesses econômicos do Japão proibindo a exportação de prata e a circulação de notas do Banco Central da China. Eles também criaram seu próprio Banco Central e começaram a emitir notas que foram apoiadas por vários bancos e foram amplamente divulgadas em Tientsin, contra as ordens do governo central chinês. Após o controle de East Hebei pelo Japão, a região invadiu a "ilegalidade" relatada, com o estado fantoche supostamente vendendo drogas para arrecadar dinheiro. Em 1º de fevereiro de 1938, East Hebei foi fundido com o Governo Provisório da República da China.

#### Governo Autônomo Unido de Mengjiang- 12 de maio de 1936 a 20 de agosto de 1945
- (em chinês:  蒙疆聯合自治政府, em japonês:  蒙疆聯合自治政府)

Mengjiang

Em 22 de dezembro de 1935, parte da Mongólia Interior se separou da China e se tornou um estado independente. O Governo Militar Mongol foi formado em 12 de maio de 1936. O governo militar operava sob a soberania chinesa, mas sob controle japonês. Em 1937, seu nome foi mudado para Governo Autônomo Unido Mongol. Em 1939, o Governo Autônomo da Mongólia Unida, o Governo Autônomo de Shanxi do Norte e o Governo Autônomo de Chahar do Sul se fundiram para se tornar Mengjiang. Mengjiang foi mais tarde fundida com outros estados fantoches para criar o Governo Provisório da República da China.

#### Governo da Grande Via Municipal de Xangai- 5 de dezembro de 1937 a 5 de maio de 1938
- (em chinês:  上海市大道政府, em japonês:  上海市大道政府)

Xangai

O Governo Municipal Great Way (GWMG) foi criado para ajudar a administrar os subúrbios ocupados de Xangai em dezembro de 1937. O GWMG era muito pequeno, consistindo em nada mais do que um prédio de escritórios em Pudong. Por causa de sua associação com o governo japonês, o GWMG teve dificuldade em atrair políticos de renome. Teve dificuldade em criar uma administração para Xangai e foi - depois de pouco menos de cinco meses - fundida com um novo regime de ocupação em Nanjing.

#### Governo Provisório da República da China- 14 de dezembro de 1937 a 30 de março de 1940
- (em chinês:  中華民國臨時政府, em japonês:  中華民国臨時政府)

Governo Provisório da ROC

O Governo Provisório foi estabelecido pouco mais de seis meses após o Incidente da Ponte Marco Polo, um dia após a queda de Nanquim. Antes mesmo de o país ser criado, em outubro de 1937, o Japão criou a North China Development Company para explorar o norte rico em recursos da China. Em 30 de março de 1940, o Governo Provisório foi fundido com outros estados fantoches para formar o Governo Nacional Reorganizado da China. :379

#### Governo Reformado da República da China- 28 de março de 1938 a 30 de março de 1940
- (em chinês:  中華民國維新政府, em japonês:  中華民国維新政府)

Governo reformado da ROC

O Governo Reformado da República da China (RGRC) foi criado em Nanquim, após a Batalha de Nanquim em 28 de março de 1938. O RGRC foi feito para parecer legítimo e teve Wang Jingwei como o primeiro presidente do RGRC. Apesar disso, o governo estava cheio de "não-entidades que não representavam ameaça ao exercício real do poder japonês". Foi incorporado ao Governo Nacional Reorganizado da China em 1940.

#### Governo Nacional Reorganizado da China- 30 de março de 1940 a 15 de agosto de 1945
- (em chinês:  中華民國, em japonês:  中華民国)

ROC de Wang Jingwei

O Japão queria fazer de Wang Jingwei, ex-líder do Governo Provisório da China, o líder de um novo governo fantoche. Wang estabeleceu um novo governo nacionalista. Ele solicitou que os Três Princípios fossem restabelecidos, entre outras coisas. Os japoneses inicialmente negaram esse pedido, vendo os Três Princípios como "idéias ocidentais", mas acabaram aceitando, com algumas exceções: remoção do sistema de 5 ramos solicitado e sua substituição por um sistema de partido único. O governo nacionalista manteve a independência em questões financeiras e econômicas, mas o Japão controlou sua política. Apesar disso, o país não tinha poder real e era usado principalmente como ferramenta de propaganda. O país acabou em agosto de 1945.

#### Estado da Birmânia- 1º de agosto de 1943 a 27 de março de 1945
- (em birmanês: ဗမာ, em Japonês: ビルマ国)

Birmânia

Inicialmente, a Birmânia foi invadida com o único objetivo de cortar a Estrada da Birmânia, rota pela qual os Estados Unidos e a Grã-Bretanha abasteciam Chiang Kai-shek, e obter os recursos da Birmânia, principalmente arroz e gás. Após a conquista bem-sucedida da Birmânia pelo Japão, que foi concluída em maio de 1942, eles começaram a expulsar os britânicos, usando o Exército de Independência da Birmânia. Uma vez que os britânicos estavam totalmente fora da Birmânia, a Birmânia recebeu independência nominal, o que essencialmente significava que a Birmânia era chamada de independente, mas estava realmente sob controle japonês, como parte da Esfera de Co-Prosperidade da Grande Ásia Oriental. Depois de vários anos, a crescente dissidência no país levou à crescente popularidade de Thakins e de outros grupos antigovernamentais semelhantes. Em 1944, eles organizaram uma organização antifascista clandestina e, em 27 de março de 1945, Aung San liderou essas e outras forças para se levantarem contra os japoneses. A revolta é lembrada como uma luta contra os "imperialistas britânicos" e os "japoneses fascistas".

#### Segunda República Filipina- 14 de outubro de 1943 a 17 de agosto de 1945
- (em filipino:  Repúbliká ng Pilipinas, em japonês:  フィリピン第二共和国)

Filipinas

Após a invasão das Filipinas pelo Japão em 1941, os japoneses tentaram se apresentar como libertadores de sua "repressão colonial". Em 1942, um grupo de influentes políticos filipinos tentou negociar com os japoneses a criação de um novo governo nacional, mas isso levou à criação de um estado fantoche. Um segundo fator na criação do estado fantoche foi a virada da guerra: os japoneses acreditavam que a criação de um governo que parecia livre aumentaria o moral civil. Em 20 de outubro de 1944, as forças dos Estados Unidos iniciaram a libertação das Filipinas. As Filipinas estavam efetivamente sob o controle dos Estados Unidos em julho de 1945, e um novo governo foi estabelecido em agosto.

#### Governo Provisório da Índia Livre- 21 de outubro de 1943 a 18 de agosto de 1945
- (em hindi:  आर्ज़ी हुक़ूमत-ए-आजाद हिन्द, em urdu:  عارضی حکومت‌ِ آزاد ہند, em nepali:  आजाद हिन्द, em japonês:  自由インド仮政府, em bengali:  আজাদ হিন্দ ভারত)

Índia

O Governo Provisório da Índia, às vezes também chamado de Governo Provisório de Azad Hind, foi criado por nacionalistas indianos no exílio em outubro de 1943. :411De acordo com Subhas Chandra Bose em uma proclamação emitida em 4 de abril de 1944, o governo foi formado em Syonan-to (anteriormente Singapura) após uma invasão de Singapura. Essa invasão foi desejada "pela vontade unânime dos três milhões de indianos no leste da Ásia". Além disso, ele afirmou que o Governo Provisório tinha apenas uma missão: "expulsar os exércitos anglo-americanos do solo sagrado da Índia pela força armada e depois estabelecer um Governo Permanente de Azad Hind, de acordo com a vontade do povo índio". Ele também afirmou que "o povo indiano cooperará de todo o coração com nosso Aliado, o Exército Nipônico, que está nos dando assistência irrestrita e incondicional para derrotar nossos inimigos". Bose também estava "totalmente convencido [da] sinceridade da Nippon em relação à Índia". Ele também afirmou que, dado o rápido avanço do governo na Índia, "as circunstâncias... tornaram necessário... tomar emprestado do governo nipônico a moeda... já em sua posse e usar esse dinheiro como uma medida temporária". O Governo Provisório terminou logo após a morte de Subhas Bose em um acidente de avião a caminho de Taiwan, em agosto de 1945. Com sua morte, grande parte do Exército Nacional Indiano se rendeu.

#### Império do Vietnã- 9 de março de 1945 a 23 de agosto de 1945
- (em vietnamita:  Đế quốc Việt Nam, em japonês:  ベトナム帝国)

Vietnã

Em 10 de maio de 1940, a Alemanha iniciou sua invasão da França. Após a vitória sobre a França em 22 de junho de 1940, Philippe Pétain recebeu o controle da França de Vichy. O Japão vinha pressionando por instalações e bases no Vietnã antes da queda da França, e a queda da França deixou o Japão ainda mais ansioso. O Japão ocupou o Vietnã durante grande parte da Segunda Guerra Mundial, e isso criou um clima favorável a ideias mais radicais e ao nacionalismo revolucionário. A partir da primavera de 1945, o Viet Minh começou a criar uma pequena "zona liberada" ao longo das fronteiras do Vietnã. Em um esforço para salvar pilotos americanos abatidos perdidos no Vietnã, os EUA concordaram em ajudar o exército do Viet Minh e treinar seus técnicos. Após a primeira revolução, em 9 de março de 1945, o governador francês da Indochina Jean Decoux foi preso e substituído (pelo governo japonês) por Bảo Đại. Apesar do apoio local, o governo não tinha poder militar próprio. Bảo Đại escreveu mais tarde que, enquanto trabalhava lá, "se sentiu isolado em uma capital morta". :358Em agosto de 1945, a Revolução de Agosto trouxe liberdade ao Vietnã, poucos dias antes da rendição japonesa.

#### Reino do Kampuchea- 9 de março de 1945 a 15 de agosto de 1945
- (em quemer:  ព្រះរាជាណាចក្រកម្ពុជា, em japonês:  カンボジア王国)

Kampuchea

Em outubro de 1940, a Guerra Franco-Tailandesa eclodiu entre a França de Vichy e a Tailândia. Os japoneses, usando seu poder na área (conquistado após a invasão japonesa da Indochina Francesa), mediaram o cessar-fogo e conseguiram que a França de Vichy cedesse territórios disputados à Tailândia. Em 8 de dezembro de 1941, as forças japonesas invadiram a Tailândia, usando bases no Camboja. Em julho de 1942, os nacionalistas estavam cada vez mais chateados com o domínio francês na área e planejavam uma marcha contra os franceses, quando, em 17 de julho, seu líder, Hem Chieu, foi preso após mencionar suas ideias de um marchar para um miliciano cambojano. Isso indignou os nacionalistas, e eles organizaram uma manifestação apoiada pelos japoneses em 20 de julho. Os franceses reagiram duramente, rastreando o maior número possível de pessoas que compareceram ao protesto e depois julgando-as. Após a invasão aliada da França, o Japão começou a temer que as Forças Francesas Livres alinhassem o Camboja com a causa aliada. Em 9 de março de 1945, o Japão assumiu o controle do Camboja em um golpe de estado na Indochina francesa. Em 13 de março, Norodom Sihanouk concordou com os desejos japoneses e declarou que o Camboja era agora o Reino independente de Kampuchea e anulou todos os acordos franco-cambojanos. Um dia após a rendição do Japão, o Camboja foi devolvido às mãos dos franceses.

#### Reino de Luang Prabang- 9 de março de 1945 a 12 de outubro de 1945

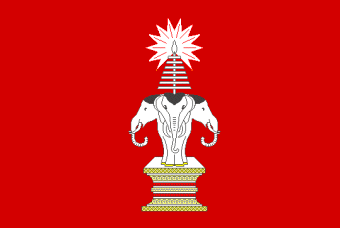
Laos

Em março de 1945, um grande número de oficiais franceses no Laos foi preso ou executado pelos japoneses. O firmemente pró-francês Rei Sisavang Vong também foi preso e forçado pelos japoneses, e com muita insistência do Príncipe Phetsarath, a declarar o fim do protetorado francês sobre seu reino, enquanto entrava na nação na Esfera de Co-Prosperidade da Grande Ásia Oriental em 8 abril de 1945. O príncipe Phetsarath permaneceu como primeiro-ministro no recém-independente estado fantoche.

### Itália
A Itália não tinha tantos estados fantoches quanto seus países parceiros do Eixo, no entanto, a Itália co-administrava alguns países nos Bálcãs com a Alemanha, a Grécia, em particular. Os estados fantoches da Itália foram capturados pela Alemanha após o Armistício de Cassibile.

#### Reino da Albânia (1939–1943)- 12 de abril de 1939 a 8 de setembro de 1943
- (em albanês:  Mbretëria Shqiptare, em italiano:  Regno albanese)

Albânia

Benito Mussolini via a Albânia como estrategicamente importante, iniciou a invasão italiana da Albânia em 1939. Perdeu para os alemães após a rendição da Itália.

#### Estado Helênico (1941-1944)- 30 de abril de 1941 a 8 de setembro de 1943
- (em grego:  Ελληνική Πολιτεία, em italiano:  Lo Stato ellenico)

Grécia

A Itália invadiu a Grécia em 28 de outubro de 1940. Após um impasse de cinco meses, uma intervenção da Alemanha ajudou a completar a invasão do Eixo. Isso levou a Alemanha e a Itália a controlar o governo grego. A Alemanha ganhou o controle total depois que a Itália se rendeu de acordo com os termos do Armistício de Cassibile.

### Alemanha
O Reich alemão teve um grande número de estados fantoches após o início da Segunda Guerra Mundial. Alguns eram países que já o apoiaram, mas caíram nas mãos dos Aliados. Outros eram países que a Alemanha invadiu. Os Reichskommissariats não estão incluídos nesta lista.

#### Reino da Albânia- 14 de setembro de 1943 a 29 de novembro de 1944
- (em albanês:  Mbretnija Shqiptare, em alemão:  Königreich Albanien)

Albânia

Originalmente sob o controle da Itália, o Reino da Albânia ficou sob o controle da Alemanha após o Armistício de Cassibile em 8 de setembro de 1943. As condições de vida já eram muito precárias, mas pioraram durante a ocupação durante a guerra. A Albânia foi libertada do controle alemão em 29 de novembro de 1944, quando os guerrilheiros comunistas albaneses libertaram a última cidade controlada pelos alemães, Shkodër. À medida que a resistência da Alemanha fugia ou era morta ou capturada, a cidade ficava cada vez mais desolada. Os comunistas começaram a se reafirmar na Albânia e eram tão agressivos que as pessoas tinham medo de sair de casa.

#### Estado Helênico- 30 de abril de 1941 a 12 de outubro de 1944
- (em grego:  Ελληνική Πολιτεία, em alemão:  Griechische Republik)

Grécia

Após a invasão da Albânia por Benito Mussolini, a Itália continuou a se expandir no Mediterrâneo e, em 28 de outubro de 1940, apresentou à Grécia um ultimato. O embaixador da Itália na Grécia, Emanuele Grazzi, apresentou o ultimato ao ditador da Grécia, Ioannis Metaxas, que respondeu secamente com em grego:  "όχι", grego para "não". Em resposta, o exército italiano imediatamente invadiu a Grécia, usando as terras conquistadas na Albânia como base de operações. O exército grego, no entanto, resistiu firmemente. Em comemoração, 28 de outubro agora é lembrado como "Ohi Day" (ocasionalmente "Oxi Day") nas comunidades gregas.

A partir de janeiro de 1941 - após a morte de Metaxas - a oferta britânica de ajuda foi aceita, mas essa ajuda foi amplamente descoordenada com os esforços da própria Grécia. Em 6 de abril, a Alemanha lançou a Operação Marita, a invasão dupla da Grécia e da Iugoslávia. As pequenas forças gregas e britânicas restantes sucumbiram rapidamente à invasão dupla e, em 9 de abril, se renderam. Em 1943, ocorreram os primeiros conflitos que mais tarde desencadearam a Guerra Civil Grega, dividindo ainda mais o país durante o período do governo do Eixo. Em 1º de outubro de 1944, unidades de comando britânicas desembarcaram nas praias da Grécia e outros ataques aliados começaram dias depois. Em 12 de fevereiro de 1945, a Grécia foi libertada pelos Aliados; no entanto, a Grécia logo entrou em colapso em uma guerra civil.

#### República Eslovaca- 14 de março de 1939 a 8 de maio de 1945
- (em eslovaco:  Slovenská republika, em alemão:  Slowakischer Staat)

Eslováquia

No início de março, rumores plantados por alemães chegaram aos líderes eslovacos de que a Alemanha daria apoio econômico à Eslováquia se a Eslováquia se tornasse independente. Em 10 de março, as negociações diplomáticas entre tchecos e eslovacos foram interrompidas. A Alemanha insistiu que a Eslováquia declarasse independência ou fosse abandonada. Posteriormente, recebeu um telegrama declarando a independência da Eslováquia e solicitando a ajuda alemã.
Pouco depois estourou a Guerra Eslovaco-Húngara na fronteira oriental do Estado Eslovaco, disputado pela Hungria. A guerra durou de 23 de março a 4 de abril de 1939 e terminou com a mediação alemã. A Hungria ganhou 400 milhas quadradas (1 036 quilômetros quadrados) de terra. :51–52Alguns historiadores datam o fim da República Eslovaca em 11 de abril de 1945, quando o Conselho Nacional Eslovaco foi instalado após a invasão soviética. Outros colocam em 8 de maio de 1945, quando o governo eslovaco assinou o documento de rendição.

#### Protetorado da Boêmia e Morávia- 16 de março de 1939 a 11 de maio de 1945
- (em tcheco/checo:  Protektorát Čechy a Morava, em alemão:  Protektorat Böhmen und Mähren)

Boêmia e Morávia

Em 14 de março, a República Eslovaca anunciou sua independência. Dois dias depois, após negociações com o presidente Emil Hácha, o Protetorado da Boêmia e Morávia foi proclamado, e o restante das Terras Tchecas foi ocupado pela Alemanha e se tornou um protetorado alemão.

#### Estado Francês (França de Vichy)- 10 de julho de 1940 a 22 de abril de 1945
- (em francês:  État français, em alemão:  Französischer Staat)

Estandarte Pessoal do Chefe do Estado Francês

Oficialmente chamada de Estado francês, a França de Vichy foi estabelecida após a vitória alemã sobre a França com o armistício de 22 de junho de 1940 na zona não ocupada libre. Hitler tinha uma série de razões para capturar a França, a mais prevalente entre elas era seu uso futuro como um trampolim para a Grã-Bretanha e os ricos recursos naturais da França.
A intenção de Hitler de invadir a Grã-Bretanha (Operação Leão Marinho) não pôde ser realizada até que Hitler conquistasse a superioridade aérea, uma meta que Hitler teve dificuldade em atingir. Além da falta de apoio aéreo, grande parte da França continuou lutando, apesar de sua rendição.
O norte da França e Pas-de-Calais foram combinados com a Bélgica na Administração Militar na Bélgica e no norte da França, e posteriormente divididos em distritos administrativos como Gau Westmark. Finalmente, a França de Vichy, tecnicamente independente da Alemanha, tentou apaziguar a Alemanha e evitar o mesmo destino da Polônia. Philippe Pétain como chefe de governo instituiu uma série de princípios do Fuhrer. Em novembro de 1942, a Alemanha invadiu a França de Vichy de qualquer maneira. O regime de Vichy não foi, entretanto, substituído por um governo militar; as autoridades alemãs supervisionavam e faziam cumprir as leis com a ajuda da Gestapo. :171Os alemães ocuparam a França até depois da invasão aliada da França. Embora a França de Vichy tenha sido dissolvida em 1944, a Alemanha continuou a manter as terras francesas até que a capital no exílio de Vichy, Sigmaringen, foi capturada pelas forças aliadas em 22 de abril de 1945.

#### Estado Independente da Croácia- 10 de abril de 1941 a 25 de maio de 1945
- (em servo-croata:  Nezavisna Država Hrvatska, em alemão:  Unabhängiger Staat Kroatien)

Croácia

Invadido em 6 de abril de 1941 como parte da invasão da Iugoslávia pela Alemanha e Itália. Slavko Kvaternik, um dos fundadores do movimento fascista Ustaše, anunciou a criação do Estado Independente da Croácia (frequentemente abreviado como NDH) em 10 de abril de 1941. Ante Pavelić, o líder do Ustaše, entrou na Croácia de seu exílio na Itália pela primeira vez em doze anos em 13 de abril, e foi colocado no cargo de Poglavnik, o líder do NDH, apenas dois dias depois, no dia 15, quando chegou à capital Zagreb. Em 18 de maio de 1941, Pavelić e Mussolini chegaram a um acordo, conhecido como Acordo de Roma, onde a maior parte da Dalmácia na posse do NDH, junto com a maioria de suas Ilhas Adriáticas, foram entregues à Itália. Anos mais tarde, após a Capitulação da Itália, o terreno foi devolvido à posse do NDH. Além disso, Međimurje fazia parte da Hungria, embora esta área também tenha ficado sob controle croata, após o cerco de Budapeste. O estado fantoche caiu em 25 de maio de 1945.

#### Governo de Salvação Nacional(Sérvia) - 29 de agosto de 1941 a 4 de outubro de 1944
- (em sérvio:  NВлада народног спаса, em alemão:  Regierung der nationalen Rettung)

Sérvia

O governo do general Milan Nedić e às vezes conhecido como Sérvia de Nedić foi um regime fantoche alemão operando no Território do Comandante Militar na Sérvia durante a ocupação do Eixo na Sérvia.

#### Reichskommissariat Norwegen, anteriormenteNoruega- 1 de fevereiro de 1942 a 9 de maio de 1945
- (em norueguês:  Quisling-regime, em alemão:  Quisling-Regime)

Noruega

Em 9 de abril de 1940, a Alemanha iniciou a Operação Weserübung e invadiu a Noruega e a Dinamarca. O Reichskommissariat Norwegen foi criado após a invasão bem-sucedida, que foi concluída em 10 de junho. Tendo o governo norueguês fugido, Vidkun Quisling anunciou via rádio que houve um golpe e que ele era o novo primeiro-ministro da Noruega. No entanto, o governo alemão tinha outros planos e nomeou Josef Terboven como Reichskommissar do território em 24 de abril de 1940. Inicialmente, os alemães planejavam depor o governo norueguês, como evidenciado pela derrubada de Quisling do poder em junho, no entanto, em setembro, Terboven anunciou que todos os partidos políticos, exceto o Nasjonal Samling de Quisling, que era um espelho do Partido Nazista de Hitler, eram banido. Em 1º de fevereiro, Terboven declarou Quisling o primeiro-ministro da Noruega, oficializando sua liderança no país, embora seu controle direto sobre o país permanecesse tão mínimo quanto antes. Quisling permaneceu em sua posição de poder até a rendição da Alemanha, em 9 de maio de 1945.

#### República de Lokot- abril de 1942 a agosto de 1943
- (em russo:  Локотское самоуправление, em alemão:  Republik Lokot)

Lokot

Em 22 de junho de 1941, a Alemanha invadiu a União Soviética. Ao chegar a Orel, Kursk e Bryansk, os nazistas foram recebidos pelo ardente anticomunista Bronislav Kaminski e suas forças, que lutavam ativamente contra os soviéticos.  Suas forças, conhecidas como Russkaya Osvoboditelnaya Narodnaya Armiya, Exército Russo de Libertação Nacional, abreviado como RONA, eram compostas por desertores do Exército Vermelho, colaboradores russos brancos anticomunistas e um grupo desorganizado de expatriados. As forças do RONA foram autorizadas a controlar a área em novembro de 1941 por Rudolf Schmidt, embora não esteja claro se ele agiu por conta própria ou por ordem de outro oficial. Lokot foi inicialmente chefiado pelo fundador da RONA, mas depois que Voskoboinik foi morto no início de 1942, o controle da região foi transferido para Kaminski. Em abril de 1942, a região de Lokot recebeu autonomia limitada. Enquanto estavam no comando, as forças de Kaminski erradicaram a atividade partidária com notória crueldade e foram incorporadas às SS como SS Sturmbrigade RONA. Em maio de 1942, após obter o apoio de Alfred Rosenberg, a região ganhou maior autonomia. Em 1943, no entanto, RONA começou a sofrer muitas deserções, devido à posição melhorada da Rússia contra a Alemanha, e a Lokot Autonomy foi evacuada em agosto de 1943.

#### República Social Italiana- 23 de setembro de 1943 a 25 de abril de 1945
- (em italiano:  Repubblica Sociale Italiana, em alemão:  Italienische Sozialrepublik)

Itália

Benito Mussolini da Itália, um dos primeiros aliados de Hitler e inicialmente seu único aliado voluntário, assinou o Pacto de Aço em 22 de maio de 1939, formando uma aliança militar e política entre a Alemanha e a Itália. A frustração dos cidadãos italianos com Mussolini e suas opiniões atingiu o pico em 1943, quando os bombardeios aliados destruíram grandes quantidades de comida e combustível. Isso, e a inflação desenfreada, levaram a inúmeras greves em toda a Itália. A posição da Itália piorou depois que os Aliados forçaram a Itália a sair da África e lançaram a invasão da Sicília pelo norte da África em 10 de julho de 1943. Os políticos italianos da época, incluindo Victor Emmanuel III, rei da Itália, haviam decidido que o Eixo estava perdendo a guerra, e que as negociações seriam impossíveis com Mussolini no poder. Em 23 de julho, Mussolini foi demitido do cargo de primeiro-ministro e também preso. O substituto de Mussolini, Pietro Badoglio, foi bem-vindo, pois muitos italianos presumiram que a expulsão de Mussolini significaria o fim da guerra. Mas Badoglio anunciou que honraria o Pacto de Aço e o Pacto Tripartite, e permaneceria na guerra. A Alemanha aumentou as forças na área de duas para sete divisões, preparando-se para a Itália implementar um acordo secreto com os Aliados. Em 3 de setembro de 1943, a Itália se rendeu oficialmente, assinando o Armistício de Cassibile, embora sua rendição não tenha sido anunciada até 8 de setembro, pois o Armistício afirmou que "deveria entrar em vigor no momento mais favorável para os Aliados". A reação alemã foi quase imediata, com mais de 600 000 soldados italianos capturados e enviados para a Alemanha como prisioneiros de guerra. Todo o centro e norte da Itália foram ocupados em questão de horas, e o estado fantoche da República Social Italiana foi estabelecido. Assim, apesar da rendição da Itália, a Campanha Italiana durou mais um ano e meio. Em 25 de abril, a República Social Italiana foi derrotada e, em 2 de maio de 1945, a Alemanha se rendeu e a Campanha da Itália foi vencida. 

#### Conselho Central da Bielorrússia- 12 de dezembro de 1943 a 2 de julho de 1944
- (em bielorrusso:  Беларуская цэнтральная рада, em alemão:  Weißruthenischer Zentralrat)

Bielorrússia

A ocupação alemã da Bielo-Rússia começou no mesmo dia da Operação Barbarossa (22 de junho de 1941) devido à sua proximidade com a fronteira germano-soviética. Inicialmente, o terreno foi incluído no Reichskommissariat Ostland. No início, grande parte do trabalho do estado foi feito por batalhões de autoajuda bielorrussos pró-nazistas ou anticomunistas, mas em abril de 1943 o chefe da polícia de segurança alemã na Bielo-Rússia exigiu que todos os grupos de autoajuda se desfizessem. Em 21 de dezembro de 1943, a Rada Central da Bielorrússia (às vezes chamada de Conselho Central da Bielorrússia) foi formada e colocada sob a liderança de Radasłaŭ Astroŭski. O estado fantoche foi destruído com a Operação Bagration soviética.

#### Governo de Unidade Nacional (Hungria)- 16 de outubro de 1944 a 7 de maio de 1945
- (em húngaro:  Nemzeti Összefogás Kormánya, em alemão:  Regierung der Nationalen Rettung)

Hungria

A partir do outono de 1943, Hitler ficou cada vez mais temeroso de que a Romênia ou a Hungria tentassem colaborar com os Aliados como a Itália havia feito e viu a indiferença da Hungria como um sinal-chave de colaboração iminente. Hitler elaborou um plano, a Operação Margarethe e depois a Operação Margarethe II, com o objetivo de ocupar a Romênia ao mesmo tempo. Mais tarde, isso foi abandonado porque o Estado-Maior de Operações Alemão acreditava que não tinha homens suficientes para enfrentar os dois países ao mesmo tempo. Em 18 de março de 1944, o regente húngaro Miklós Horthy se encontrou com Hitler enquanto as tropas alemãs cruzavam silenciosamente a fronteira húngara. Durante seu encontro com Hitler, Horthy foi informado da invasão e forçado a aceitar mudanças para substituir o primeiro-ministro Miklós Kállay, conhecido por ter conversado com o Ocidente, por Döme Sztójay. Em 20 de agosto, a União Soviética iniciou a Ofensiva Jassy-Kishinev, e o Exército Romeno trocou de lado. Em 23 de agosto, Romênia a União Soviética para lutar contra a Alemanha nazista, sua aliada no início da operação.
Agora a Hungria tinha que defender suas fronteiras contra a União Soviética e a Romênia. Os romenos também tiveram incentivo para invadir a Hungria, uma antiga disputa territorial. Em 24 de setembro, a situação na Hungria era tão terrível que Horthy escreveu à mão uma carta a Stalin pedindo paz, chegando ao ponto de alegar que havia sido mal-informado sobre o bombardeio de Kassa, um evento usado para levar a Hungria à guerra contra o União Soviética. A Hungria anunciou a saída da guerra em 15 de outubro, mas os líderes alemães descobriram o plano e tomaram a Hungria no mesmo dia. Ferenc Szálasi e seu partido, o fascista Partido Da Cruz Flehcada, foram colocados no controle do governo, e membros de seu partido assumiram muitos cargos no governo. O Governo de Unidade Nacional foi oficialmente instituído dois dias depois. Permaneceu sob o controle da Alemanha até o final da Segunda Guerra Mundial, quando foi invadido pelos Aliados, em 7 de março de 1945. :715–716